# 671 Carnegia
Carnegia (asteróide 671) é um asteróide da cintura principal com um diâmetro de 58,72 quilómetros, a 2,8825989 UA. Possui uma excentricidade de 0,0678129 e um período orbital de 1 986,17 dias (5,44 anos).
Carnegia tem uma velocidade orbital média de 16,93761185 km/s e uma inclinação de 8,03533º.
Esse asteróide foi descoberto em 21 de Setembro de 1908 por Johann Palisa.